# Lúcio Cornélio Maluginense Uritino
Lúcio Cornélio Maluginense Uritino (em latim:  Lucius Cornelius Maluginensis Uritus) foi um político da gente Cornélia nos primeiros anos da República Romana eleito cônsul em 459 a.C. com Quinto Fábio Vibulano. Era filho de Sérvio Cornélio Maluginense, cônsul em 485 a.C., e pai de Marco Cornélio Maluginense, um dos membros do Segundo Decenvirato.

## Consulado
Lúcio Cornélio foi eleito em 459 com Quinto Fábio Vibulano, já em seu terceiro mandato.
Segundo Lívio, Lúcio Cornélio ficou encarregado de garantir a segurança de Roma contra os ataques inimigos enquanto Quinto Fábio liderava a campanha contra os volscos, que estavam entrincheirados na colônia de Anzio (em latim: Antium), que se temia ter desertado, Segundo Dionísio, Lúcio Cornélio atacou Anzio: ele teria acabado com o cerco e obtido a vitória contra os volscos e os romanos rebelados.
Apesar de narrativas distintas, Lívio e Dionísio concordam em atribuir a Quinto Fábio Vibulano a conquista de Túsculo, conquistada antes pelos équos.
Os dois cônsules, ao retornarem a Roma, receberam a honra de um triunfo, e voltaram aos seus esforços para impedir a votação da Lex Terentilia, continuando a política obstrucionista do Senado iniciada quatro anos antes.
No décimo censo, realizado no final de seu consulado, contaram-se 117 319 cidadãos romanos.